# Lazy
Lazy este cel de-al unsprezecelea single al trupei Suede, lansat pe 7 aprilie 1997, și al patrulea single de pe cel de-al treilea album al lor, Coming Up. A atins locul 6 în Marea Britanie, situându-se pe o poziție mai bună decât single-ul anterior, „Beautiful Ones”, dar nereușind totuși să egaleze performanța cântecului „Trash” (locul 3 în Marea Britanie). A atins locul 9 în Marea Britanie.

## Lista melodiilor

### CD1
1. „Lazy” (Brett Anderson)
2. „These are the Sad Songs” (Anderson, Richard Oakes)
3. „Feel” (Anderson, Neil Codling, Simon Gilbert, Oakes, Mat Osman)

### CD2

Coperta single-ului „Lazy”, CD2

1. „Lazy” (Anderson)
2. „Sadie” (Anderson, Oakes)
3. „Digging a Hole” (Codling)

## Despre videoclip
Videoclipul acestei piese a fost regizat de către Pedro Romhanyi, cel care regizase și videoclipurile pentru „Animal Nitrate”, „Beautiful Ones” și „Saturday Night”. În videoclip, trupa este arătată într-o cameră tapetată în roșu și scăldată într-o lumină slabă. Sunt înfățișate scene cu ei interpretând cântecul, dar și făcând alte activități (precum scena în care Neil Codling hrănește niște pești).

## Poziții în topuri
- 9 (Marea Britanie)
- 10 (Finlanda)
- 19 (Suedia)